# Nicholas Opolski
Nicholas Opolski är en australiensk röstskådespelare, skådespelare som är mest känd för sin roll som B2 i Bananer i pyjamas.

## Filmografi (urval)
- 1992 – Bananer i pyjamas (TV-serie) (B2)
- 2000 – Grannar (TV-serie) (Evan hancock)